# DENIS-P J082303.1-491201 b
DENIS-P J082303.1-491201 b هو جرم دون نجمي المصنف إما كوكب خارج المجموعة الشمسية أو قزم بني، يدور حول النجم الثنائي DENIS J082303.1-491201 في إتجاة كوكبة الشراع عند مسافة تقدر بنحو  20.77 فرسخ فلكي (67.7 سنة ضوئية ) عن الأرض. اكتشف الجرم من قبل ساهلمان وآخرون. (2013) في المرصد الأوروبي الجنوبي باستخدام مرصد لاسيلا. وهو جزء من نظام ثنائي بارد جدا.

## وصلات خارجية
- DENIS Deep Near Infrared Survey of the Southern Sky